# Marcel Bonin
Pour les articles homonymes, voir Bonin.
Marcel Bonin (né le 8 septembre 1931 à Montréal, au Québec, Canada et mort le 19 janvier 2025 à Joliette au Québec, Canada) est un joueur professionnel québécois de hockey sur glace à la position d'ailier entre 1950 et 1962.

## Biographie
Né le 8 septembre 1931 à Montréal, Marcel Bonin grandit à Joliette, dans Lanaudière,. Il commence sa carrière avec les Red Wings de Détroit au cours de la saison 1952-1953. Il joue également avec les Canadiens de Montréal et les Bruins de Boston. Il gagne trois Coupes Stanley avec Montréal et une avec Détroit.
Marcel Bonin meurt à Joliette le 19 janvier 2025 à l'âge de 93 ans,.

## Statistiques
| Saison     | Équipe                     | Ligue      |     | Saison régulière | Saison régulière | Saison régulière | Saison régulière | Saison régulière |    | Séries éliminatoires | Séries éliminatoires | Séries éliminatoires | Séries éliminatoires | Séries éliminatoires |
| Saison     | Équipe                     | Ligue      | PJ  | B                | A                | Pts              | Pun              | PJ               | B  | A                    | Pts                  | Pun                  |                      |                      |
| 1950-1951  | Shawinigan-Falls Cataracts | LHSQ       | 2   | 0                | 1                | 1                | 0                | --               | -- | --                   | --                   | --                   |                      |                      |
| 1951-1952  | As de Québec               | LHSQ       | 60  | 15               | 36               | 51               | 131              |                  |    |                      |                      |                      |                      |                      |
| 1952-1953  | Red Wings de Détroit       | LNH        | 37  | 4                | 9                | 13               | 14               | 5                | 0  | 1                    | 1                    | 0                    |                      |                      |
| 1952-1953  | Flyers de Saint-Louis      | LAH        | 24  | 7                | 23               | 30               | 21               | --               | -- | --                   | --                   | --                   |                      |                      |
| 1952-1953  | As de Québec               | LHSQ       | 4   | 0                | 2                | 2                | 9                |                  |    |                      |                      |                      |                      |                      |
| 1953-1954  | Red Wings de Détroit       | LNH        | 1   | 0                | 0                | 0                | 0                | --               | -- | --                   | --                   | --                   |                      |                      |
| 1953-1954  | Flyers d'Edmonton          | WHL        | 43  | 16               | 33               | 49               | 53               | 13               | 5  | 6                    | 11                   | 30                   |                      |                      |
| 1953-1954  | Saints de Sherbrooke       | LHQ        | 17  | 10               | 11               | 21               | 38               |                  |    |                      |                      |                      |                      |                      |
| 1954-1955  | Red Wings de Détroit       | LNH        | 69  | 16               | 20               | 36               | 53               | 11               | 0  | 2                    | 2                    | 4                    |                      |                      |
| 1955-1956  | Bruins de Boston           | LNH        | 67  | 9                | 9                | 18               | 49               | --               | -- | --                   | --                   | --                   |                      |                      |
| 1956-1957  | As de Québec               | LHQ        | 68  | 20               | 60               | 80               | 88               |                  |    |                      |                      |                      |                      |                      |
| 1957-1958  | Canadiens de Montréal      | LNH        | 66  | 15               | 24               | 39               | 37               | 9                | 0  | 1                    | 1                    | 12                   |                      |                      |
| 1958-1959  | Americans de Rochester     | LAH        | 7   | 3                | 5                | 8                | 4                | --               | -- | --                   | --                   | --                   |                      |                      |
| 1958-1959  | Canadiens de Montréal      | LNH        | 57  | 13               | 30               | 43               | 38               | 11               | 10 | 5                    | 15                   | 4                    |                      |                      |
| 1959-1960  | Canadiens de Montréal      | LNH        | 59  | 17               | 34               | 51               | 59               | 8                | 1  | 4                    | 5                    | 12                   |                      |                      |
| 1960-1961  | Canadiens de Montréal      | LNH        | 65  | 16               | 35               | 51               | 45               | 6                | 0  | 1                    | 1                    | 29                   |                      |                      |
| 1961-1962  | Canadiens de Montréal      | LNH        | 33  | 7                | 14               | 21               | 41               | --               | -- | --                   | --                   | --                   |                      |                      |
| Totaux LNH | Totaux LNH                 | Totaux LNH | 454 | 97               | 175              | 272              | 336              | 50               | 11 | 14                   | 25                   | 61                   |                      |                      |

## Présent
Bonin a longtemps vécu à Joliette, dans Lanaudière. Il jouit, à partir de 2009, d'une bague de la Coupe Stanley, cadeau des Red Wings de Détroit, une de ses anciennes organisations avec laquelle il avait déjà gagné la Coupe, mais pour laquelle il n'avait pas eu de bague à l'époque